# Dybowskites ernsti
Dybowskites ernsti är en mossdjursart som beskrevs av Jiménez-Sánchez 2009. Dybowskites ernsti ingår i släktet Dybowskites och familjen Ralfimartitidae. Inga underarter finns listade i Catalogue of Life.